# Alice Walker
Alice Walker (født 9. februar 1944) er en amerikansk forfatter. 
Hun var det ottende og yngste barn af Minnie Tallulah Grant og Willie Lee Walker. Hun blev i sin barndom karakteriseret som forsigtig og blev yderligere meget genert pga. en ulykke, der gjorde hende blind på det øje og gjorde hende til offer for mange drillerier og misforståelser fra hendes families side. Dette skete i en alder af kun otte. 
Alt dette ændrede sig dog 6 år senere, hvor en læge fjernede arvævet fra hendes øje, men selvom hun både blev kåret til afslutningsballets dronning (prom queen) og fik det højeste karaktergennemsnit i sin afgangsklasse (valedictorian), følte hun sig stadig som en outsider, og havde trang til i ensomhed at skrive og læse poesi. I 1961 begyndte hun på Spelman College, som er et højt anset universitet for afroamerikanske kvinder. 
I løbet af de to år, hvor hun var i Atlanta, blev hun involveret i borgerettighedsbevægelsen, for derefter at flytte til Sarah Lawrence College i New York. Her fortsatte hun med at være involveret i borgerrettighedsbevægelsen og mødte i denne sammenhæng Martin Luther King Jr. Hun hjalp med at registrere sorte vælgere i Georgia, og disse oplevelser har blandt andet dannet grundlag for mange digte og foredrag. Hun har endvidere rejst i Afrika. 

## Forfatterkarriere
Flere af hendes værker er filmatiseret. Hun er mest kendt for Farven lilla.